# Petriolo (Firenze)
Petriolo è un sobborgo di Firenze, posto alla periferia occidentale della città. Appartiene amministrativamente al Quartiere 5 Rifredi.

## Storia e descrizione
Il borgo di Petriolo, che fece parte del comune di Brozzi fino al 1928, non ebbe mai una vera e propria identità, essendo spesso considerato a sua volta un'appendice della più grande frazione di Peretola, se non fosse stato per la sua autonomia dal punto di vista ecclesiastico, dovuta alla sua strutturazione in "popolo" della chiesa di San Biagio a Petriolo.
Oggi il borgo di Petriolo forma ormai un tutt'uno con i limiti quartieri di Peretola e Quaracchi e la sua memoria è ormai testimoniata solo dalla toponomastica, dalla chiesa e dai ricordi storici.
A Petriolo nacque e dimorò Marcello Lotti, notissimo campione di biliardo e attore in alcuni film di Francesco Nuti.